# Liste der Kulturdenkmäler in Merzkirchen
In der Liste der Kulturdenkmäler in Merzkirchen sind alle Kulturdenkmäler der rheinland-pfälzischen Ortsgemeinde Merzkirchen einschließlich der Ortsteile Dittlingen, Kelsen, Körrig, Portz, Rommelfangen und Südlingen aufgeführt. Grundlage ist die Denkmalliste des Landes Rheinland-Pfalz (Stand: 8. Februar 2023).

## Denkmalzonen
| Bezeichnung                        | Lage                                                   | Baujahr                 | Beschreibung | Bild            |
| ---------------------------------- | ------------------------------------------------------ | ----------------------- | --- | --------------- |
| Denkmalzone Ortserweiterung Körrig | Körrig, Alter Kirchenweg 1–8, Saarburger Straße 9 Lage | um 1860                 | einheitliche um 1860 begonnene Ortserweiterung aus fünf locker aneinandergereihten Hofanwesen; kennzeichnendes dörfliches Straßenbild                                                                        | Fotos hochladen |
| Denkmalzone Ortskern Portz         | Portz, Im Dorf 15–29 und 20–26, Weidenweg 2 Lage       | 18. und 19. Jahrhundert | kennzeichnendes dörfliches Ortsbild in der östlichen Dorfhälfte aus stattlichen Streckhöfen des 18. und 19. Jahrhunderts, einschließlich zweier Brunnen und dem von Haus- und Baumgärten gebildeten Ortsrand | Fotos hochladen |

## Einzeldenkmäler
| Bezeichnung                                          | Lage                                                                                          | Baujahr                           | Beschreibung | Bild                           |
| ---------------------------------------------------- | --------------------------------------------------------------------------------------------- | --------------------------------- | --- | ------------------------------ |
| Katholische Filialkirche St. Celsus und Ignatius     | Dittlingen, Nr. 20a Lage                                                                      | 1834                              | klassizistischer Saalbau, 1834 | weitere Bilder Fotos hochladen |
| Katholische Filialkirche St. Gangolf                 | Kelsen, Nr. 50a Lage                                                                          | 1902                              | neugotischer Saalbau mit Portalturm, 1902 | weitere Bilder Fotos hochladen |
| Quereinhaus                                          | Kelsen, Nr. 51 Lage                                                                           | 1867                              | Quereinhaus, bezeichnet 1867 | Fotos hochladen                |
| Büchelkreuz                                          | Kelsen, am nordwestlichen Ortsausgang an der K 120 Lage                                       | 1918                              | Kriegergedächtniskreuz; Sandsteinpostament, gusseisernes Kreuz, 1918, aufgestellt zu Ehren des im Alter von 22 Jahren am 19. Juni 1915 in Nennig gefallenen Matthias Büchel. Das Eisenkreuz wurde 1992 erneuert. | Fotos hochladen                |
| Quereinhaus                                          | Körrig, Alter Kirchenweg 8 Lage                                                               | 1912                              | Quereinhaus, bezeichnet 1912 | weitere Bilder Fotos hochladen |
| Katholische Filialkirche St. Lukas und St. Arnold    | Körrig, Kapellenweg 5 Lage                                                                    | 17. Jahrhundert                   | spätgotischer Saalbau, 17. Jahrhundert, Chor und Chorflankenturm gotisch | weitere Bilder Fotos hochladen |
| Grabmäler                                            | Körrig, Kapellenweg, auf dem Friedhof Lage                                                    | 19. Jahrhundert                   | zwei neugotische Grabmäler, 19. Jahrhundert | BW                             |
| Hofanlage                                            | Körrig, Saarburger Straße 9 Lage                                                              | um 1890                           | Winkelhof, um 1890 | Fotos hochladen                |
| Quereinhaus                                          | Körrig, Saarburger Straße 10 Lage                                                             | 1837                              | klassizistisches Quereinhaus, bezeichnet 1837, Erweiterung in der zweiten Hälfte des 19. Jahrhunderts | BW                             |
| Quereinhaus                                          | Körrig, Trierer Straße 3 Lage                                                                 | um 1870                           | stattliches Quereinhaus, um 1870 | Fotos hochladen                |
| Bildstock                                            | Körrig, Trierer Straße, an Nr. 4/6 Lage                                                       | 1752                              | Kreuzigungsbildstock, bezeichnet 1752 | BW                             |
| Portal                                               | Körrig, Trierer Straße, an Nr. 11 Lage                                                        | 1812                              | klassizistisches Portal, bezeichnet 1812 | BW                             |
| Portal                                               | Körrig, Zum Albach, an Nr. 1 Lage                                                             | 1805                              | Portal, Übergang vom Barock zum Klassizismus, bezeichnet 1805 | BW                             |
| Hostenkapelle und Johanneskreuz                      | Körrig, östlich des Ortes an der Straße nach Kahren Lage                                      | 1813                              | Hostenkapelle: Bruchsteinbau, 1813 als Erinnerungsdenkmal an die Schlacht von Dresden und Leipzig errichtet, vermutlich an der Stelle einer Vorgängerkapelle. 1920 wurde der Bau erneuert und an seiner südwestlichen Rückseite das Johanneskreuz angebracht. Die letzten Renovierungen erfolgten 1992 und 2000. Im Inneren steht an der Rückwand auf einem Podest eine Pietà, von einem Eisengitter davor geschützt. Der Bau hat die Außenmaße 3,37×2,99×3,72 m (H×B×L) mit einem Rundbogenportal, das zum Inneren führt. Das 2,10 m hohe Johanneskreuz, ein Kreuzigungsbildstock des 18. Jahrhunderts, ist stark beschädigt und verwittert. Im Schaft ist eine Inschrift, die auf Johannes Baptist hinweist. | weitere Bilder Fotos hochladen |
| Marienkapelle                                        | Körrig, südlich des Ortes an der K 123 Lage                                                   | Ende des 19. Jahrhunderts         | Wegekapelle, Putzbau, Ende des 19. Jahrhunderts. Das Innere ziert eine Banneux-Madonna sowie die Kopie der Klausener Pietà. | weitere Bilder Fotos hochladen |
| Fochskapelle                                         | Körrig, westlich des Ortes an der Gabelung eines Wirtschaftsweges Lage                        | 1857                              | Wegekapelle; Putzbau, errichtet 1857 von Katharina Fochs, ihrem 1855 verstorbenen Ehemann Hilarius Schiltz zu Gedenken. Dachbedeckung aus Zinkblech-Imitaten von Ziegelplatten. Die Kapelle hat die Ausmaße 3,14×2,40×3,20 m (H×B×L) bei einer Mauerstärke von 0,50 m. In ihr steht ein Steinaltar mit einem Metallkreuz. Die Kapelle wurde 1997 und 2008 restauriert. | weitere Bilder Fotos hochladen |
| Katholische Pfarrkirche St. Martin                   | Merzkirchen, Kirchstraße 1b Lage                                                              | 1848/49                           | neugotischer Saalbau, 1848/49; an der Kirchenmauer Grabstein, um 1820, an der Friedhofsmauer Altarkreuz, bezeichnet 1833 | weitere Bilder Fotos hochladen |
| Muschelnische                                        | Portz, Im Dorf, an Nr. 4 Lage                                                                 | erste Hälfte des 18. Jahrhunderts | Muschelnische, erste Hälfte des 18. Jahrhunderts | BW                             |
| Hofanlage                                            | Portz, Im Dorf 15 Lage                                                                        | 18. Jahrhundert                   | stattlicher Streckhof, 18. Jahrhundert, Erweiterung gegen Anfang des 19. Jahrhunderts; bauliche Gesamtanlage mit Hofreite | weitere Bilder Fotos hochladen |
| Katholische Filialkirche St. Sebastian               | Portz, Im Dorf 17 Lage                                                                        | 1739                              | barocker Saalbau mit Dachreiter, bezeichnet 1739; Gefallenendenkmal, neubarocke Kreuzigungsgruppe | weitere Bilder Fotos hochladen |
| Hofanlage                                            | Portz, Im Dorf 24 Lage                                                                        | frühes 18. Jahrhundert            | Streckhof, frühes 18. Jahrhundert, Erneuerung der Ökonomie im 19. Jahrhundert | Fotos hochladen                |
| Wegekreuz                                            | Portz, nordwestlich des Ortes an der Abzweigung des Weges nach Merzkirchen von der K 121 Lage | um 1860                           | Sandsteinpostament, gusseisernes Kreuz, um 1860 | Fotos hochladen                |
| Katholische Filialkirche St. Isidor                  | Rommelfangen, Nr. 6a Lage                                                                     | 1922                              | neubarocker Saalbau, 1922, Architekt Josef Monz, Trier | weitere Bilder Fotos hochladen |
| Altenhofener Kreuz                                   | Rommelfangen, nordöstlich des Ortes an der Kreuzung von K 112 und L 134 Lage                  | 1859                              | Schaftkreuz aus Udelfanger Sandstein, neugotische Stele, 1859, Gedächtniskreuz für Franz Altenhofen († 15. Oktober 1859), im 30. Lebensjahr – die Gattin und zwei Kinder. | Fotos hochladen                |
| Wegekreuz                                            | Rommelfangen, nordwestlich des Ortes Lage                                                     | 1855                              | Altarkreuz, bezeichnet 1855 | BW                             |
| Katholische Filialkirche St. Blasius und St. Barbara | Südlingen, Nr. 6 Lage                                                                         | 1732                              | ehemalige Burgkapelle, kleiner Saal, Erneuerung 1732 | weitere Bilder Fotos hochladen |
| Burg und Hofgut Südlingen                            | Südlingen, Nr. 6/7 Lage                                                                       | vor 1161                          | vor 1161 angelegt, in der ersten Hälfte des 19. Jahrhunderts abgetragen; erkennbar am rechteckigen Bereich innerhalb des ehemaligen Grabens um die Filialkirche (Nr. 6), Mauerreste der kurtrierischen Burg im Hofhaus (Nr. 7) und einem Quereinhaus von 1848 verbaut; Erinnerungsmal für die territorialgeschichtlich bedeutende Burg | BW                             |

## Ehemalige Kulturdenkmäler
| Bezeichnung | Lage                                 | Baujahr | Beschreibung                                                                           | Bild                                    |
| ----------- | ------------------------------------ | ------- | -------------------------------------------------------------------------------------- | --------------------------------------- |
| Quereinhaus | Dittlingen, Nr. 8 Lage               | 1833    | Quereinhaus; sandsteingegliederter Putzbau, bezeichnet 1833; aus Denkmalliste gelöscht | BW                                      |
| Wegekreuz   | Rommelfangen, am nördlichen Ortsrand | um 1860 | Kreuz, neugotisch, um 1860; aus Denkmalliste gelöscht                                  | Direkt Bild zu diesem Denkmal hochladen |